# 杉本正 (英文学者)
杉本 正（すぎもと ただし、1928年9月19日  - 
2022年11月24日 
）は、日本の文学者。専門は英文学。特にイギリス現代詩が研究領域。北海道空知郡砂川町（現・砂川市）出身。札幌学院大学でも数少ない生え抜きの教員であった。

## 略歴
- 1945年　北海道庁立滝川中学校卒業
- 1949年　札幌文科専門学院（札幌学院大学の前身）本科文学専攻を第1期生として卒業
- 1952年　慶應義塾大学文学部文学科卒業
- 1956年　札幌短期大学英文科助手[4]。慶應義塾大学文学部通信教育課程インストラクター
- 1958年　札幌短期大学英文科講師（英文学など担当）
- 1960年　札幌短期大学英文科助教授
- 1967年　札幌短期大学英文科教授
- 1969年-1971年　学校法人明和学園理事
- 1973年-1974年　同理事に再任される（2回目）
- 1975年-1976年　札幌商科大学図書館館長[5]
- 1977年　札幌商科大学人文学部英米文学科教授となる（英文学史など担当）。人文学部英米文学科長[6]
- 1979年-1984年　同理事に再任される（3回目）、同常務理事
- 1985年-1989年　人文学部学部長[7]
- 1985年-1987年　学校法人明和学園副理事長[8]、同理事に再任される（4回目）
- 1993年　人文学部英米文学科長再任[6]
- 1995年-1998年　札幌学院大学学長[9]、学校法人札幌学院大学（改称後初めて）理事
- 1998年　札幌学院大学を70歳で定年退職。同大学名誉教授[9]

## エピソード
- 大学学長や学校法人副理事長、同理事に4度も就任するなど、学内行政に大きく貢献した。
- 大学卒業後、世界を俯瞰したいと思い世界各地を放浪したという[10]。
- 自ら小説も書き、退職後に短編小説集『馬鈴薯の涙』を出版した。

## 主な著書・論文
- 『ロレンスの風土』（札幌短期大学論集2号、1956年）
- 『「J・アルフレド・ブルークロックの恋歌」そのロマン主義　苦悩について』（札幌短期大学論集3号、1957年）
- 『ディラン・トマス「幻と祈り」について』（札幌商科大学学会, 札幌短期大学学会 [編]. 札幌商科大学学会（19号）, 1977年）
- 『アメリカ研究特集によせて』（札幌学院大学人文学部紀要、1984年）
- 『馬鈴薯の涙 : 短編小説集』（丸善, 2005年）など